# Фолиант

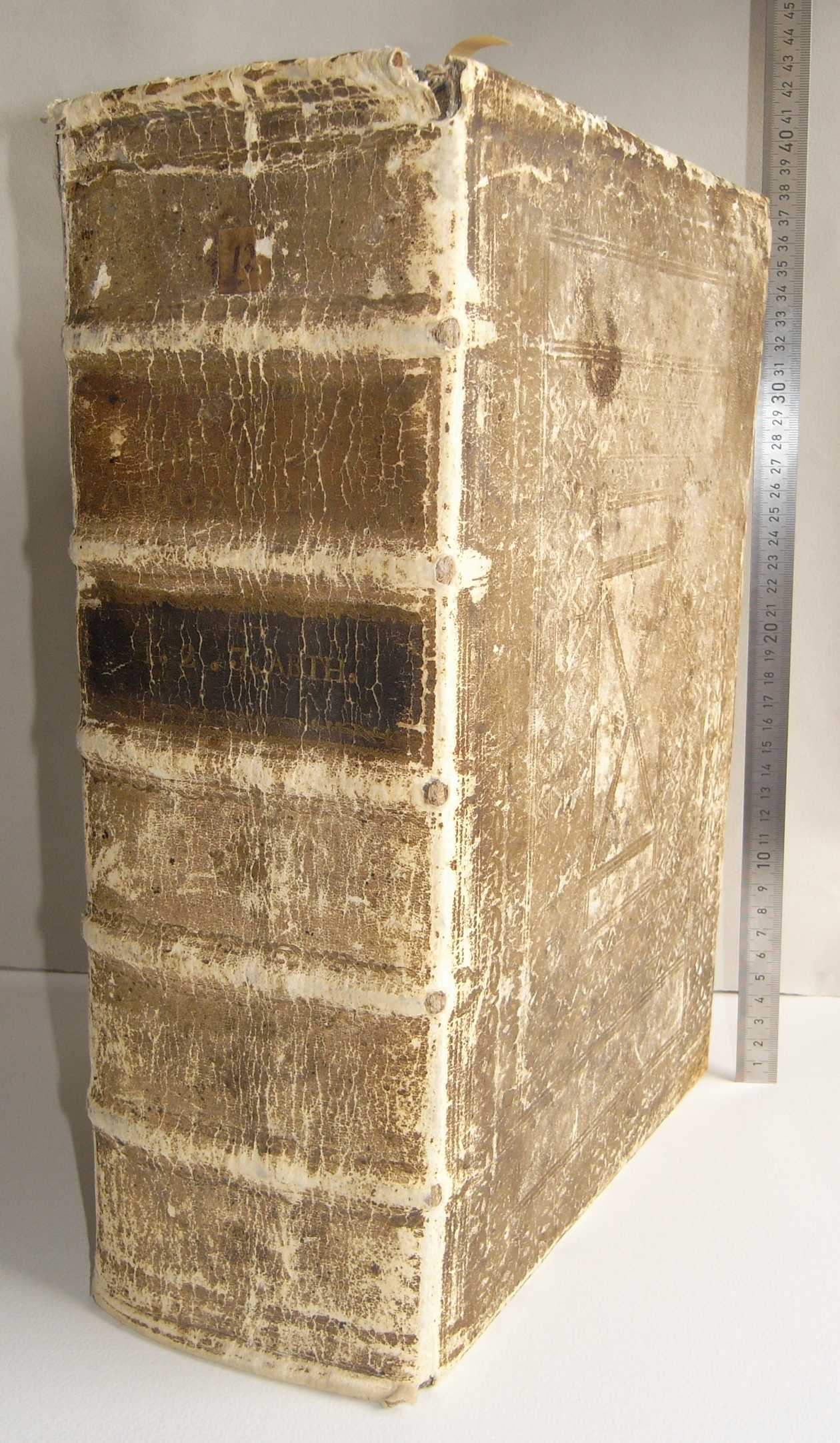
Фолиант

Фолиа́нт (нем. Foliant, от лат. folium — «лист») — книга формата in folio, в которой размер страницы равен половине размера традиционного типографского листа. Страницы такого формата получаются фальцовкой в один сгиб, приблизительно соответствуют современному формату A3 (около 29×40 см) и обозначаются 2° или fo. При печати на одном типографском листе размещалось 4 страницы — по две на каждой из сторон.

## Описание
В широком смысле под фолиантом понимают любое многостраничное издание большого формата.
Существовали также книги меньших форматов: in quarto (лат. quarto — «четвёртый») с размером страницы в 1/4 типографского листа и in octavo (лат. octavo — «восьмой»), в котором размер страниц составлял 1/8 типографского листа, а на самом листе при печати размещались 16 страниц. Фолианты были характерны для ранних этапов книгопечатания и со временем были вытеснены книгами меньших форматов и, за редким исключением, исчезли из современной полиграфической практики.
Иногда синоним увраж.

## Примеры
Известными фолиантами являются библия Гутенберга и Первое фолио.